# Neverending Tour
Neverending Tour è il primo tour di Luciano Ligabue, svoltosi fra il 1990 ed il 1993. L'aggettivo Neverending prende il nome dal Never Ending Tour di Bob Dylan con cui l’artista americano si esibisce a partire dal 1988 fino ad oggi; e si riferisce al fatto che il tour sia proseguito per oltre 3 anni con pochissime soste. La scaletta è stata, nel corso degli anni, modificata, dando modo a Ligabue di promuovere i suoi album Ligabue, Lambrusco coltelli rose & pop corn e Sopravvissuti e sopravviventi nell'ordine di pubblicazione. In questo tour, Ligabue è accompagnato dal gruppo rock dei Clan Destino.

## Date
Ligabue in concerto
- 20 giugno 1990, Murazzano, Parco Safari delle Langhe
- 22 giugno 1990, Milano, Teatro Smeraldo
- 11 luglio 1990, Milano
- 20 luglio 1990, Correggio, Festa de l'Unità
- 22 luglio 1990, Reggio Emilia, Festa de l'Unità
- 26 luglio 1990, Roma, Classico Village
- 21 agosto 1990, Correggio, Festa de l'Unità
- 29 agosto 1990, Reggio Emilia, Festa de l'Unità
- 15 settembre 1990, Alessandria, RocktoberFest al Capannone APA
- 16 settembre 1990, Modena, Festa de l'Unità
- 26 settembre 1990, Correggio, Teatro Asioli
- 4 ottobre 1990, Firenze, Il Poggeto
- 10 ottobre 1990, Milano, Shocking Club
- 19 ottobre 1990, Cesena, Vidia Club
- 25 ottobre 1990, Vigolzone, Hollywood Club
- 30 ottobre 1990, Modena, Discoteca Mac 2
- 8 novembre 1990, Milano, Rolling Stone
- 9 novembre 1990, Ravenna, Cà Del Liscio
- 12 novembre 1990, Torino, Studio 2
- 14 novembre 1990, Varese, Teatro Impero
- 15 novembre 1990, Roma, Teatro Castello
- 17 novembre 1990, Codigoro, Caprice Club
- 22 novembre 1990, Reggio Emilia, Palasport
- 23 novembre 1990, Madone, Motion Club
- 30 novembre 1990, Piacenza, Baia Latina Club
- 7 dicembre 1990, San Mauro Mare, Geo Club
- 8 dicembre 1990, Bologna, Tam Tam Club
- 11 dicembre 1990, Sestri Ponente, Teatro Verdi
- 14 dicembre 1990, Vigliano Biellese, Symbol Club
- 15 dicembre, 16 dicembre, 17 dicembre 1990, Roma, Teatro Castello
- 18 dicembre 1990, Bari, Ecstasy Club
- 20 dicembre 1990, Maserà, Angelo Rosa Club
- 21 dicembre 1990, Cozzo, Castello
- 22 dicembre 1990, Viareggio, Bussoladomani
- 26 dicembre 1990, Correggio, Palasport
- 25 gennaio 1991, Bisceglie, Divinae Follie
- 26 gennaio 1991, Roma, Piazza San Giovanni
- 2 febbraio 1991, Cavola, Discoteca Kiss
- 8 febbraio 1991, Vercelli, Teatro Civico
- 19 febbraio 1991, Livorno, Cinema teatro_4_Mori
- 22 febbraio 1991, Mestre, Teatro Toniolo
- 23 febbraio 1991, Rezzato, Teatro CTM
- 1º marzo 1991, Sanguinaro, Discoteca Area - ex Jumbo
- 8 marzo 1991, Modena, PalaPanini
- 14 marzo 1991, Alba, Discoteca Altro Mondo
- 30 marzo 1991, Reggiolo, Discoteca 2 Stelle
- 2 aprile 1991, Alessandria, Teatro Comunale
- 3 aprile 1991, Buttrio, Discoteca Flamingo
- 5 aprile 1991, Sanremo, Teatro Ariston
- 6 aprile 1991, Ferrara, Piazza
- 12 aprile 1991, Campi Bisenzio
- 13 aprile 1991, Carrara, Teatro Animosi
- 27 aprile 1991, Cervia
- 6 giugno 1991, Milano, Rolling Stone
- 14 giugno 1991, Mariano Comense
- 15 giugno 1991, Viterbo
- 18 giugno 1991, Verona, Teatro Romano
- 19 giugno 1991, Varese
- 20 giugno 1991, Brescia, Teatro Tenda
- 21 giugno 1991, Nonantola, Vox Club
- 23 giugno 1991, Mestre
- 24 giugno 1991, Torino, Arena Metropolis
- 26 giugno 1991, Mede, Festa dell'Unità
- 27 giugno 1991, Borghetto di Borbera, Discoteca Il Mulino
- 29 giugno 1991, Ramiola di Medesano
- 30 giugno 1991, Trento
- 3 luglio 1991, Aprilia
- 4 luglio 1991, Pozzuoli
- 6 luglio 1991, Correggio, Festa de l'Unità - Registrazione ufficiale
- 7 luglio 1991, Finale Ligure, Sporting Club
- 9 luglio 1991, Forlì, Festa de l'Unità
- 10 luglio 1991, San Giovanni in Persiceto
- 11 luglio 1991, Cremona
- 12 luglio 1991, Giussago
- 13 luglio 1991, Prato, Festa de l'Unità
- 14 luglio 1991, Sant'Ilario d'Enza, Festa de l'Unità
- 19 luglio 1991, Pecorara
- 23 luglio 1991, Canale, Fiera del pesco, Campo sportivo
- 24 luglio 1991, Vignola, Festa de l'Unità
- 27 luglio 1991, Arcola
- 28 luglio 1991, Montecavolo, Festa de l'Unità
- 29 luglio 1991, Masone
- 1º agosto 1991, Locorotondo
- 6 agosto 1991, Suzzara, Festa de l'Unità
- 10 agosto 1991, Marina Romea
- 13 agosto 1991, Loano, Maxidiscoteca Ai Pozzi
- 15 agosto 1991, Arenzano, Parco comunale
- 16 agosto 1991, Aosta, Teatro romano
- 18 agosto 1991, Caorle
- 27 agosto 1991, Moiano
- 31 agosto 1991, Caraglio
- 3 settembre 1991, Pisa
- 4 settembre 1991, Modena, Festa de l'Unità
- 5 settembre 1991, Ancona
- 9 settembre 1991, Padova
- 11 settembre 1991, Ravenna
- 13 settembre 1991, Cigliano, Discoteca Due
- 14 settembre 1991, Reggio Emilia, Festa de l'Unità
- 15 settembre 1991, Lanciano
- 20 settembre 1991, Bologna, Festa de l'Unità
- 21 settembre 1991, Arezzo, Parco "Il Prato"

Lambrusco coltelli rose & popcorn Tour
- 3 ottobre 1991, Desio, PalaBanco
- 18 ottobre 1991, Roma, Teatro Tendastrisce
- 16 novembre 1991, Firenze, Palasport
- 10 dicembre 1991, Udine, Palasport
- 24 gennaio 1992, Longarone, Palasport
- 19 marzo 1992, Milano, Palatrussardi
- 24 marzo 1992, Torino, PalaRuffini
- 29 marzo 1992, Rimini, Palasport Flaminio
- 1 maggio 1992, Roma Concerto del Primo Maggio in Piazza San Giovanni
- 17 maggio 1992, Genova, Expo '92 ai Magazzini del Cotone
- 20 giugno 1992, Rea di Murazzano, Parco Zoo Safari
- 23 giugno 1992, Caravaggio, Studio Zeta
- 26 giugno 1992, Donnas, Stadio Crestella
- 2 luglio 1992, Busseto, Campo Sportivo
- 3 luglio 1992, Verbania, Stadio dei Pini
- 7 luglio 1992, Villorba, Big Expo
- 10 luglio 1992, Montreux (Svizzera), Festival del Jazz
- 11 luglio 1992, Casalromano, Campo Sportivo
- 16 luglio 1992, Sarzana, Festa de l'Unità
- 18 Luglio 1992, Salza di Pinerolo, Impianti Sportivi
- 24 luglio 1992, Alba, Stadio Michele Coppino
- 25 luglio 1992, Condove, Campo Sportivo
- 3 agosto 1992, Vico Equense, Campo Sportivo di Massaquano
- 4 agosto 1992, Albenga, Stadio Annibale Riva
- 9 agosto 1992, Trieste, Castello di San Giusto
- 11 agosto 1992, Bellaria (RN), Aquabell
- 4 settembre 1992, Voghera, Cortile ex Caserma di Cavalleria
- 11 settembre 1992, Locarno, Piazza Grande
- 17 settembre 1992, Campi Bisenzio, Parco Villa Montalvo
- 14 novembre 1992, Reggio Emilia, Italghisa: Primo raduno del Fan Club di Ligabue con: Zucchero Fornaciari, Rats, Timoria e Paolo Rossi

Sopravvissuti e sopravviventi Tour
- 4 marzo 1993, Modena, PalaPanini
- 6 marzo 1993, Cuneo, Palasport di San Rocco Castagnaretta
- 9 marzo 1993, Genova, Palafiera
- 10 marzo 1993, Torino, PalaRuffini
- 12 marzo 1993, Milano, Forum di Assago
- 13 marzo 1993, Brescia, Pala San Filippo
- 15 marzo 1993, Cantù, Palasport
- 16 marzo 1993, Firenze, Palasport
- 19 marzo 1993, Mestre, Palaghiaccio
- 20 marzo 1993, Varese, PalaWhirlpool
- 22 marzo 1993, Parma, Palasport Bruno Raschi
- 23 marzo 1993, Forlì, PalaFiera
- 26 marzo 1993, Roma, Palaeur
- 27 marzo 1993, Napoli, PalaPartenope
- 6 maggio 1993, Lodi, Palasport
- 8 maggio 1993, Liegi (Belgio), Le Palace
- 9 maggio 1993, La Louvière (Belgio), La Chapelle
- 15 maggio 1993, Santeramo in Colle, Palasport
- 17 maggio 1993, Marino, Palaghiaccio
- 29 giugno 1993, Bergamo, Lazzaretto
- 30 giugno 1993, Varese, Stadio Franco Ossola
- 8 luglio 1993, Casale Monferrato, Mercato Giuseppe Pavia
- 9 luglio 1993, Napoli, Stadio San Paolo (Apertura per gli U2)
- 12 luglio 1993, Torino, Stadio Delle Alpi (Apertura per gli U2)
- 17 luglio 1993, Sarzana, Stadio comunale
- 22 luglio 1993, Scafati, Campo sportivo
- 23 luglio 1993, Pontinia, Campo sportivo
- 24 luglio 1993, Giulianova, Stadio Rubens Fadini
- 27 luglio 1993, Santo Stefano Belbo, Sferisterio Augusto Manzo
- 28 luglio 1993, Imperia, Stadio Nino Ciccione
- 13 agosto 1993, Garessio, Campo sportivo
- 25 agosto 1993, Siena, Festa de l'Unità
- 26 agosto 1993, Grosseto, Piazza
- 8 settembre 1993, Pistoia, Festa de l'Unità
- 12 dicembre 1993, Reggio Emilia, Italghisa: Secondo raduno del Fan Club di Ligabue

## Registrazioni ufficiali
- Lambrusco coltelli rose & popcorn - Ligabue dal vivo (il 6 luglio 1991 a Correggio durante la Festa de l'Unità).